# Giovanni Francesco Marazzani Visconti
Giovanni Francesco Marazzani Visconti (né le 11 août 1755 à Plaisance, dans l'actuelle région du Émilie-Romagne, alors dans le duché de  Parme et mort le 18 janvier 1829 à Rome) est un cardinal italien du XIXe siècle.

## Biographie
Giovanni Francesco Marazzani Visconti exerce diverses fonctions au sein de la Curie romaine, notamment au Tribunal suprême de la Signature apostolique. 
Il est gouverneur de Sabina de 1782 à 1785, gouverneur de  Fabriano de 1785 à 1794, gouverneur d'Orvieto de 1794 à 1797 et gouverneur de Ferno de 1802 à 1808. 
Il réside à Parme pendant l'occupation napoléonienne de Rome. Giovanni Francesco Marazzani Visconti est clerc de la chambre apostolique de 1816 à 1822 et préfet du Palais apostolique à partir de 1823.
Le pape Léon XII le crée cardinal in pectore lors du consistoire du 18 décembre 1828. Sa création est publiée le 15 décembre 1828.